# مهدي جبار
مهدي جبار العبودي (29 يونيو / حزيران 1951م - 15 أكتوبر / تشرين الأول 2014م)، ممثل كوميدي عراقي، وُلد في قضاء الشطرة التابع لمحافظة ذي قار عام 1951، وشارك في الكثير من الأعمال المسرحية والتلفزيونية والإذاعية والسينمائية، واشتهر بتقديم الشخصيات المغلوبة على أمرها فضلاً عن مشاركته في فيلمين لمشروع بغداد عاصمة الثقافة العربية عام 2013، وتميز ببُحَّةٍ خاصّةٍ في صوته ميزته عن غيره من الفنانين فضلاً عن أدائه لعشرات الأدوار الكوميدية والتراجيدية وكانت علاقاته طيبة مع جميع أقرانه من الفنانين وكذلك في محيطة الإجتماعي الأمر الذي جعله محط إعجاب الكثيرين.

## أعمالهُ
لهُ أعمال كثيرة، منها:
- ذئاب الليل، الجزء الثاني، 1996.
- مسلسل النخلة والجيران، 2010.
- مسلسل مضت مع الريح، 1997.
- مسلسل برج العقرب، الجزء الثاني، 1999.
- مسلسل أيام التحدي، 2000.
- مسلسل بيت الطين، 2005.

## وفاته
توفي مهدي جبار في بغداد يوم الأربعاء 15 تشرين الأول/أكتوبر 2014 في مستشفى مدينة الطب إثر عجز في الجهاز التنفسي عن عمر يناهز 63 عاماً.